# Robert Risch (Politiker)
Robert Bernard Risch (* 1971) ist ein deutscher Politiker (AfD). Er ist seit 2025 Abgeordneter der Hamburgischen Bürgerschaft.

## Leben
Risch ist Diplom-Ingenieur Elektrotechnik und ist als Softwareentwickler tätig. Zuvor war er jahrelang in der Medizinbranche tätig. Er ist verheiratet und Vater zweier Kinder.
Risch ist Mitglied der AfD. Seit 2024 ist er Mitglied der Bezirksversammlung Altona.
Bei der Bürgerschaftswahl in Hamburg 2025 kandidierte er im Wahlkreis Altona-West und auf Platz 9 der AfD-Landesliste. Nachdem Alexander Wolf sein Mandat nicht angenommen hatte, rückte Risch für ihn zu Beginn der Wahlperiode in die Bürgerschaft nach.